# Minardi M194
La Minardi M194 è una vettura di Formula 1, la decima dell'omonimo team, impiegata nel corso della stagione 1994. Disegnata da Aldo Costa e Gustav Brunner, era alimentata dal motore Ford HBD V8 e corse su pneumatici Goodyear. Sostituì la M193B, sviluppo della vettura dell'anno precedente che corse le prime cinque gare dell'anno. I piloti erano Pierluigi Martini e Michele Alboreto.
Utilizzando la M194, la Minardi è andata a punti una sola volta con Martini al Gran Premio di Francia, risultato che va sommato a quelli ottenuti con la M193B, che permisero alla squadra romagnola di concludere il campionato con 5 punti, al decimo posto nella classifica costruttori.

## Contesto

### La crisi finanziaria del team
Già dal 1993 la situazione finanziaria della Minardi era notevolmente peggiorata: le forniture di motori di Ferrari e Lamborghini degli anni passati avevano lasciato pesanti strascichi sul bilancio, che evidenziava ormai un pesante disavanzo, senza portare i benefici sperati in termini di prestazioni. A fine del 1993 la situazione era ulteriormente peggiorata e, dopo mesi di trattative, Minardi riuscì a trovare un accordo con la Scuderia Italia per una fusione societaria. Giuseppe Lucchini, patron della squadra bresciana, si assunse l'onere di finanziare il team per due anni al fine di garantirne la sopravvivenza, mentre Gian Carlo Minardi sarebbe rimasto nel ruolo di comando. Per la stagione 1994 il team riuscì quindi ad avere a disposizione un budget di 30 miliardi di lire e schierò come piloti titolari Michele Alboreto e Pierluigi Martini. A causa dell'incertezza sul futuro, però, la progettazione della vettura partì in ritardo e le prime cinque gare vennero disputate con una versione aggiornata della M193.

## Carriera agonistica

### La stagione
La M194 debuttò nel mondiale al Gran Premio del Canada; Martini e Alboreto conclusero entrambi la corsa fuori dai punti, giungendo rispettivamente nono e undicesimo. Alla corsa successiva, il pilota romagnolo ottenne l'unico risultato utile della monoposto con un quinto posto in Francia. Nel prosieguo del campionato non vennero conquistati altri punti.

#### Risultati completi
| Anno | Vettura | Motore      | Gomme | Piloti   |  |  |  |  |  |    |     |     |     |     |   |     |    |    |     |     |  |  |  |  |  |  |  |  | Punti | Pos. |
| ---- | ------- | ----------- | ----- | -------- |  |  |  |  |  | -- | --- | --- | --- | --- | - | --- | -- | -- | --- | --- |  |  |  |  |  |  |  |  | ----- | ---- |
| 1994 | M194    | Ford HBC7/8 | G     | Martini  |  |  |  |  |  | 9  | 5   | 10  | Rit | Rit | 8 | Rit | 12 | 15 | Rit | 9   |  |  |  |  |  |  |  |  | 5     | 10º  |
| 1994 | M194    | Ford HBC7/8 | G     | Alboreto |  |  |  |  |  | 11 | Rit | Rit | Rit | 7   | 9 | Rit | 13 | 14 | Rit | Rit |  |  |  |  |  |  |  |  | 5     | 10º  |